# Aleksandr Oparin (bandyspelare)
Aleksandr Oparin, född 3 juli 1982, är en rysk bandyspelare med moderklubb Sputnik Karpinsk.

## Klubbar
- 2008/09 Volga - Volga - 2,  Ryssland
- 2007/08 Veiterä,  Finland - Dynamo Moskva,  Ryssland
- 2006/07 Raketa Kazan - Dynamo Moskva,  Ryssland - Ljusdals BK,  Sverige
- 2006/07 Raketa Kazan - Dynamo Moskva,  Ryssland
- 2005/06 Dynamo Moskva,  Ryssland - Ljusdals BK,  Sverige
- 2004/05 Dynamo Moskva,  Ryssland
- 2003/04 Dynamo Moskva,  Ryssland
- 2002/03 Dynamo Moskva,  Ryssland
- 2001/02 Dynamo Moskva,  Ryssland
- 2000/01 Dynamo Moskva,  Ryssland
- 1999/00 Dynamo Moskva,  Ryssland
- 1998/99 Dynamo Moskva,  Ryssland